# Hemonias
Hemonias (en griego, Αἱμονιαί) fue una antigua ciudad griega situada en Arcadia. Según la mitología griega, la ciudad fue fundada por Hemón, hijo de Licaón.
Pausanias dice que estaba cerca de Orestasio, y de dos lugares llamados Afrodision y Ateneon. Al lado de este último, se conservaba un templo de Atenea y una estatua.